# Roc de la Socarrada
El Roc de la Socarrada és una muntanya rocosa de 1.874,4 m d'altitud situada en el límit dels termes comunals de Puigbalador, a la comarca del Capcir (Catalunya del Nord) i de Queragut, de la comarca del Donasà, al Llenguadoc occità.
Està situat al nord-oest del terme de Puigbalador, al nord-oest, també, del poble de Riutort, i al sud-oest del terme de Queragut. És a prop al sud-oest del Pla de les Torretes i a l'est del Serrat dels Esclots.